# Eric Hedlin
Eric Hedlin (Calgary, 18 aprile 1993) è un nuotatore canadese, specializzato nel nuoto di fondo.

## Carriera
Ai campionati mondiali di Barcellona 2013 è giunto secondo nella 5km in acque libere.

## Palmarès
- Mondiali

Barcellona 2013: argento nei 5 km.
Gwangju 2019: bronzo nei 5 km.
- Campionati panpacifici

Tokyo 2018: argento nei 10 km.
- Universiade

Kazan' 2013: bronzo negli 800m sl.